# Lou Groza Award
Der Lou Groza Award ist eine jährlich von der Palm Beach County Sports Commission verliehene Auszeichnung für den besten Kicker im College Football. Der Preis wird zu Ehren von Lou Groza, einem ehemaligen American-Football-Spieler der Cleveland Browns und Mitglied der Pro Football Hall of Fame, verliehen.
Aktueller Titelträger (2024) ist Kenneth Almendares von der Universität Louisiana in Lafayette. Die meisten Gewinner stellt bisher Florida State (4), gefolgt von Tulane und UCLA mit jeweils zwei Preisträgern.
Sebastian Janikowski ist bisher der einzige Spieler, der die Trophäe zweimal gewinnen konnte.

## Gewinner

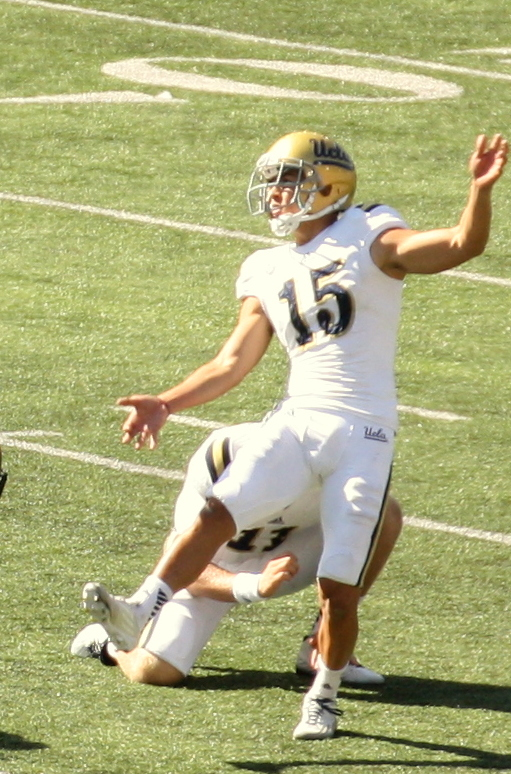
Kaʻimi Fairbairn, Preisträger 2015

| Year | Winner               | School               |
| ---- | -------------------- | -------------------- |
| 1992 | Joe Allison          | Memphis              |
| 1993 | Judd Davis           | Florida              |
| 1994 | Steve McLaughlin     | Arizona              |
| 1995 | Michael Reeder       | TCU                  |
| 1996 | Marc Primanti        | North Carolina State |
| 1997 | Martin Gramatica     | Kansas State         |
| 1998 | Sebastian Janikowski | Florida State        |
| 1999 | Sebastian Janikowski | Florida State        |
| 2000 | Jonathan Ruffin      | Cincinnati           |
| 2001 | Seth Marler          | Tulane               |
| 2002 | Nate Kaeding         | Iowa                 |
| 2003 | Jonathan Nichols     | Ole Miss             |
| 2004 | Mike Nugent          | Ohio State           |
| 2005 | Alexis Serna         | Oregon State         |
| 2006 | Art Carmody          | Louisville           |
| 2007 | Thomas Weber         | Arizona State        |
| 2008 | Graham Gano          | Florida State        |
| 2009 | Kai Forbath          | UCLA                 |
| 2010 | Dan Bailey           | Oklahoma State       |
| 2011 | Randy Bullock        | Texas A&M            |
| 2012 | Cairo Santos         | Tulane               |
| 2013 | Roberto Aguayo       | Florida State        |
| 2014 | Brad Craddock        | Maryland             |
| 2015 | Kaʻimi Fairbairn     | UCLA                 |
| 2016 | Zane Gonzalez        | Arizona State        |
| 2017 | Matt Gay             | Utah Utes            |
| 2018 | Andre Szmyt          | Syracuse             |
| 2019 | Rodrigo Blankenship  | Georgia              |
| 2020 | Jose Borregales      | Miami (FL)           |
| 2021 | Jake Moody           | Michigan             |
| 2022 | Christopher Dunn     | NC State             |
| 2023 | Graham Nicholson     | Miami (OH)           |
| 2024 | Kenneth Almendares   | Louisiana            |